# Pfeffenhausen
Pfeffenhausen település Németországban, azon belül Bajorországban. Lakosainak száma 5234 fő (2023. december 31.). Pfeffenhausen Rottenburg an der Laaber, Volkenschwand és Hohenthann községekkel határos.

## Népesség
A település népessége az elmúlt években az alábbi módon változott:
| Lakosok száma | 1124 | 2102 | 2390 | 4179 | 4704 | 4848 | 4950 | 5029 | 5129 | 5234 |
|               | 1875 | 1950 | 1975 | 1987 | 2012 | 2014 | 2016 | 2017 | 2021 | 2023 |